# Asplenium tryonii
Asplenium tryonii là một loài thực vật có mạch trong họ Aspleniaceae. Loài này được Correll miêu tả khoa học đầu tiên năm 1961.